# Trichomycterus itacambirussu
Trichomycterus itacambirussu är en fiskart som beskrevs av Triques och Vono 2004. Trichomycterus itacambirussu ingår i släktet Trichomycterus och familjen Trichomycteridae. Inga underarter finns listade i Catalogue of Life.